# Supilinn
Supilinn est un quartier de Tartu en  Estonie. 

## Démographie
Au 31 décembre 2013, Supilinn compte 1 790 habitants. 
Sa superficie est de 0,48 km2. 

## Galerie

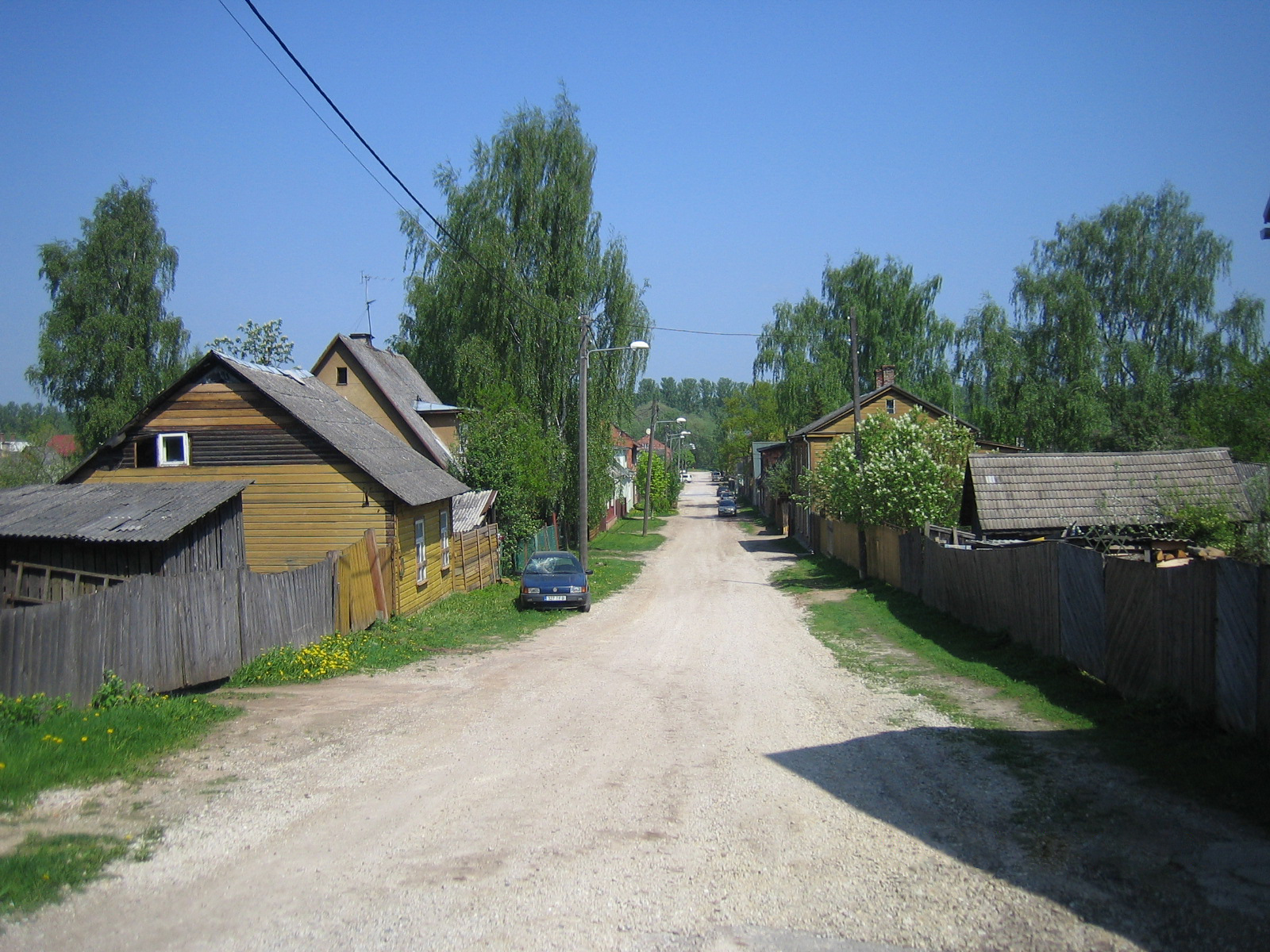
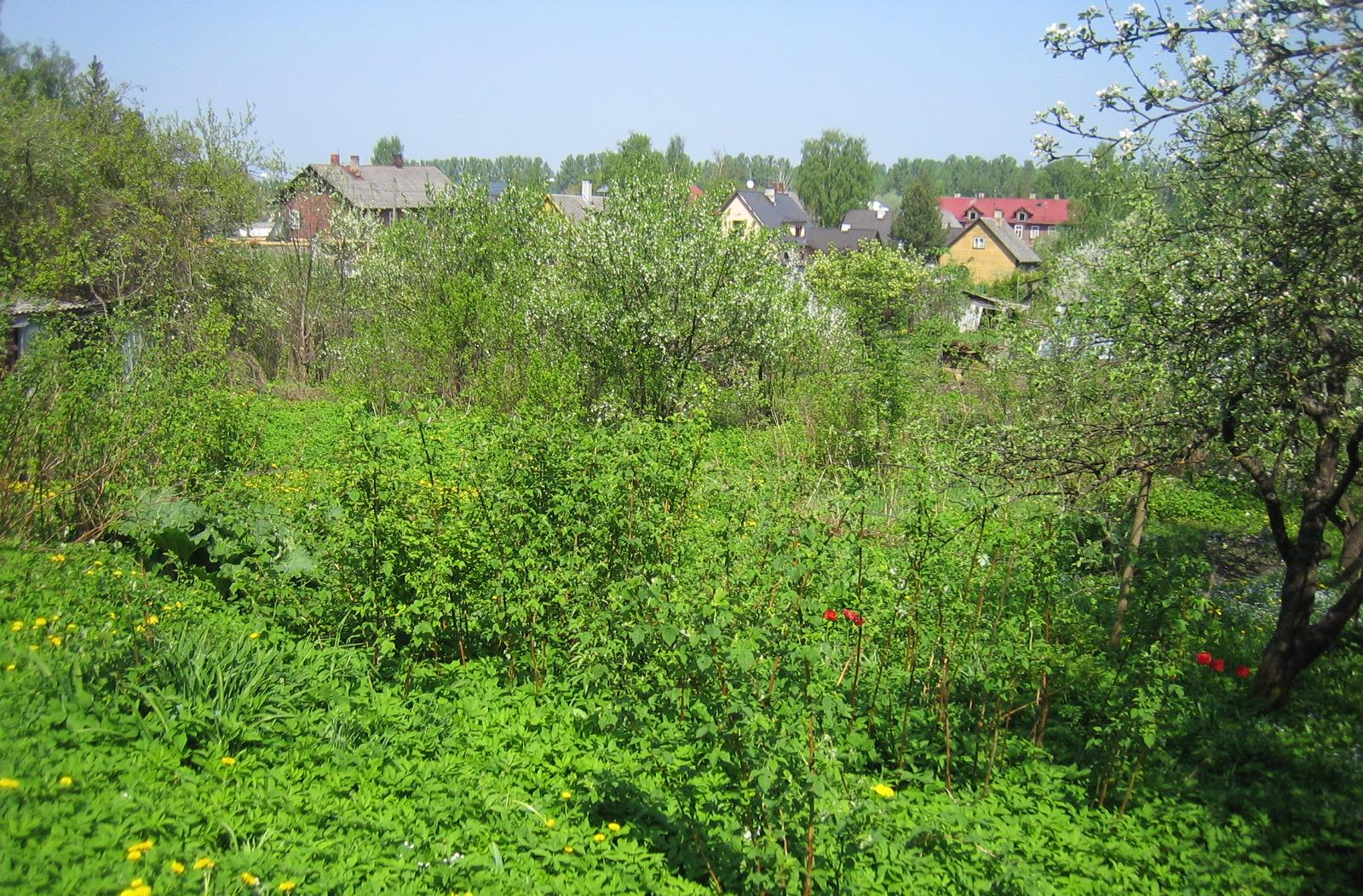
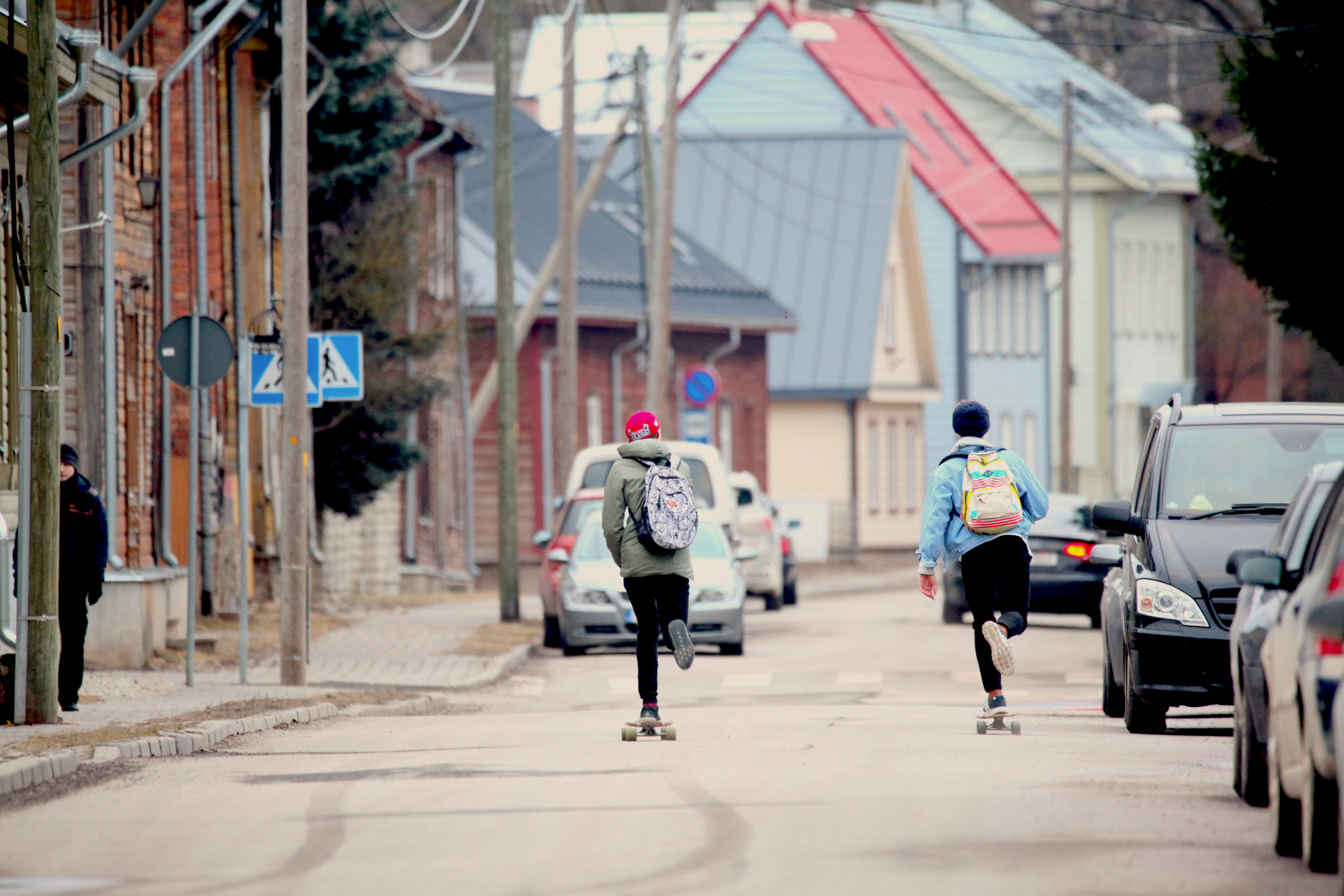
Herne